# 筑前內野站

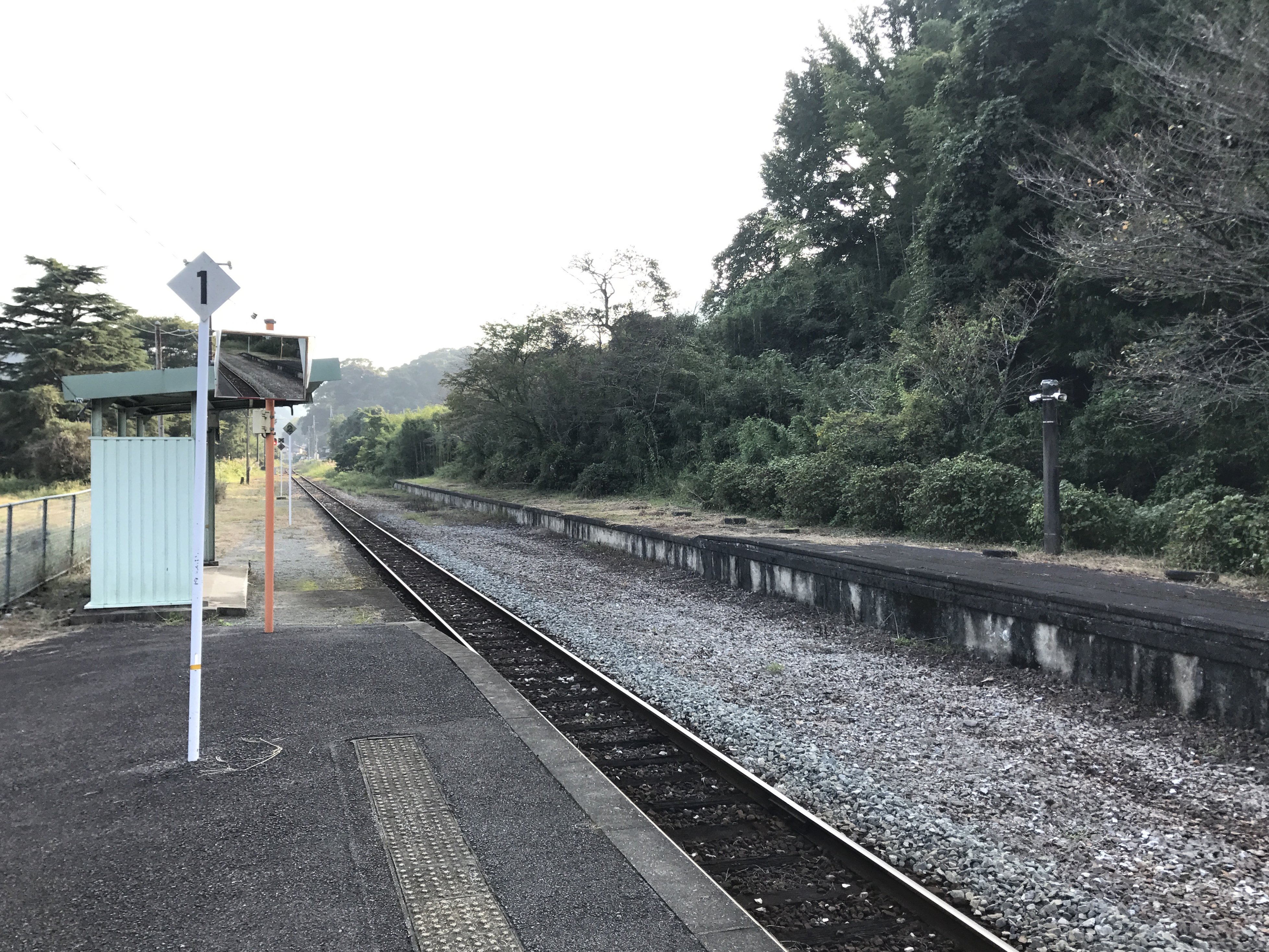
月台。現時只使用單邊月台

筑前內野站（日语：／ Chikuzen-Uchino eki */?）是位於福岡縣飯塚市內野小深田7001番，九州旅客鐵道（JR九州）的筑豐本線（原田線）車站。車站編號為JG03。

## 歷史
- 1928年（昭和3年）7月15日 - 鐵道省 桂川站至此站之間開通，此站啟用[1]。
- 1929年（昭和4年）12月7日 - 此站至原田站之間開通。
- 1987年（昭和62年）4月1日 - 伴隨國鐵分割民營化，車站由九州旅客鐵道（JR九州）營運[2]。

## 構造

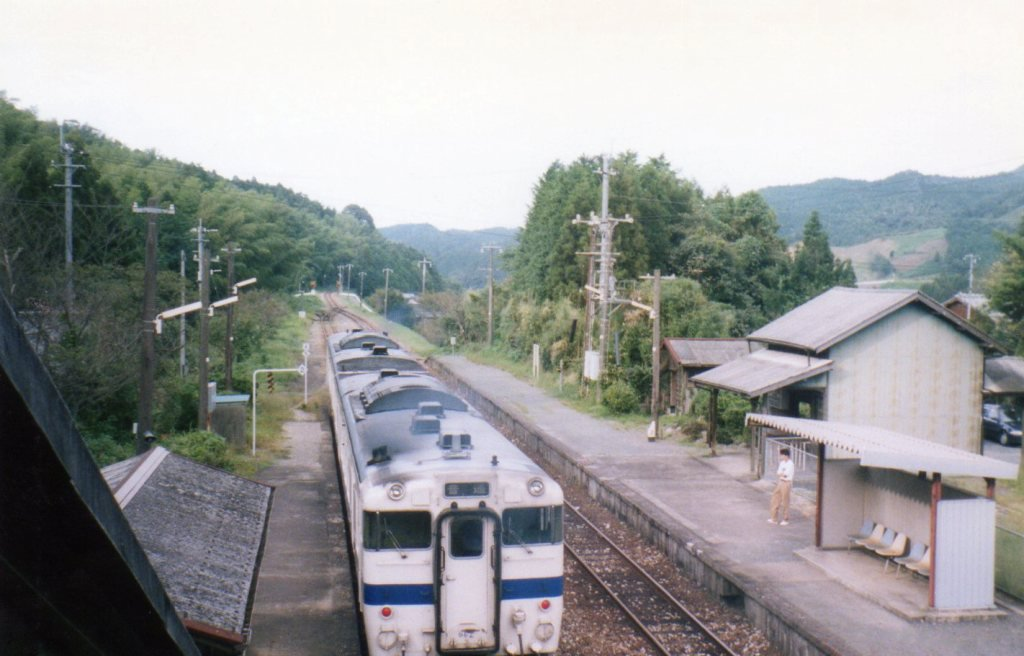
1996年的車站。當時使用兩邊月台。

車站是一座地面車站，設有1面1線的單式月台。在2000年（平成12年）前，此站設有2面2線的相對式月台，可進行列車交會。在1964年前後，此站設有從此站出發或為終站的列車班次，當中設有從下關於13:55出發，在筑前內野於16:05到達的439D列車，從筑前內野16:34出發，在小倉於18:19到達的436D列車。現時只使用單邊月台，往原田的列車會開啟左邊車門。跨線橋與對面月台路軌已經撒走，只剩下月台本體。而木造車站大樓也已經撤走，只有木屋風的小型候車室。另外，在原田站一方於站車站設有向東分支至站前廣場前的側線，該線用作停泊作業車輛。此站為無人車站。
此站不可使用IC卡「SUGOCA」。

## 使用狀況
在2016年度的1日平均乘車人次為11人。
| 乘車人次變化 | 乘車人次變化 |
| 年度         | 1日平均人次  |
| ------------ | ------------ |
| 2007年       | 8            |
| 2008年       | 8            |
| 2009年       | 11           |
| 2010年       | 13           |
| 2011年       | 14           |
| 2012年       | 14           |
| 2013年       | 16           |
| 2014年       | 14           |
| 2015年       | 14           |
| 2016年       | 11           |

## 周邊

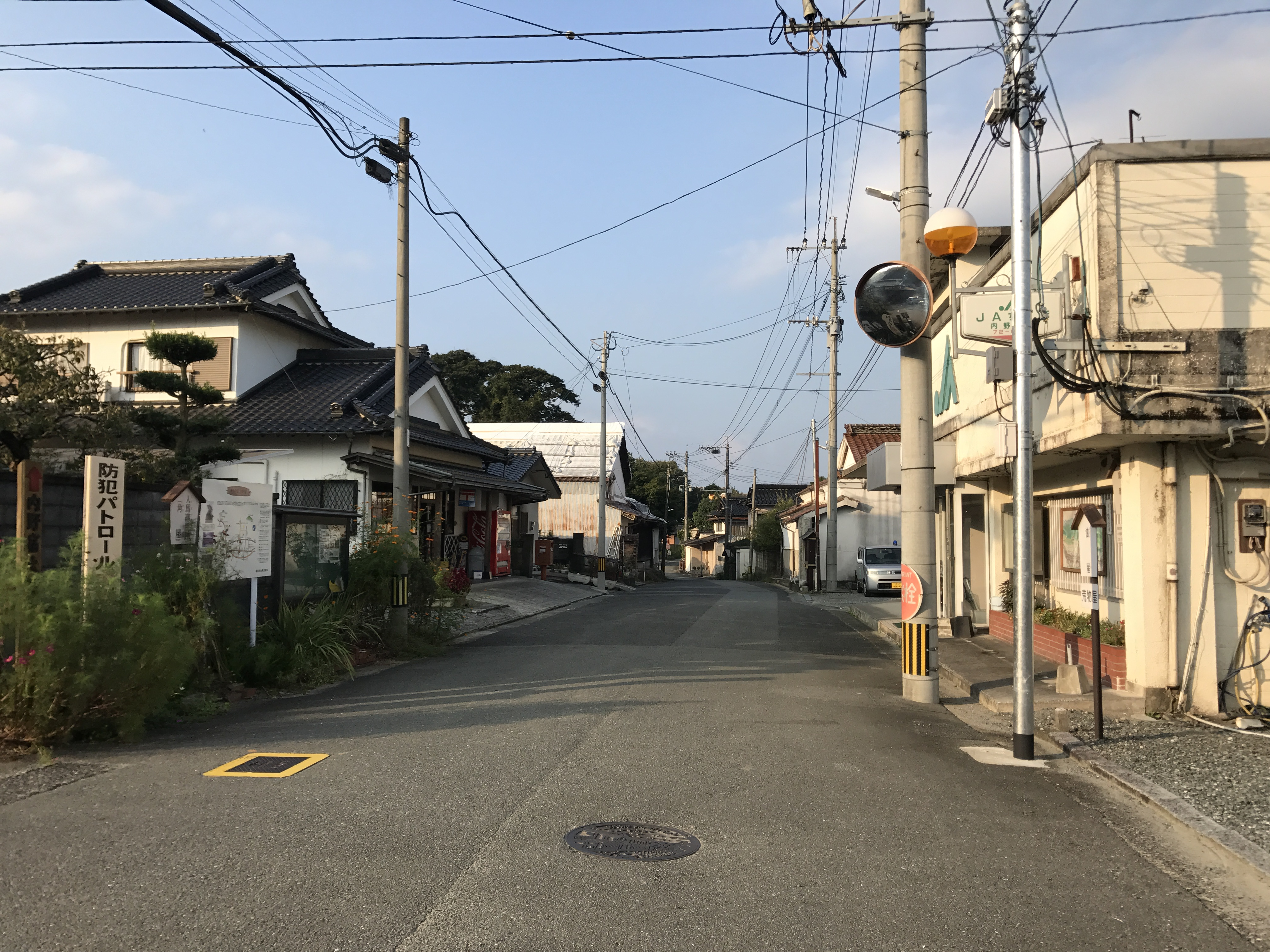
內野宿內街道

此站位於飯塚市南部。由於接近冷水峠，因此車站位於較高位置。車站東邊200米處設有與筑豐本線並行的國道200號。車站南邊地區為在江戶時代長崎街道的宿場町，為一個較繁榮的地區和設有民居。在車站周邊沒有大型商業設施。
另外，曾經在車站附近設有巴士站，停靠的路線包括前往飯塚巴士中心（現時：飯塚巴士總站）、西鐵久留米站（[[久留米信愛女學院短期大學|信愛女學院}}）方向的西鐵特急巴士，以及桑曲、大分坑地區的一般巴士路線（嘉穗交通），以上兩路線均已廢止。
站前設有筑穗地區的飯塚市預約共乘的士站，該的士在筑穗地區內收費300日圓。而轉乘嘉麻市需求巴士前往嘉麻市嘉穗地區收費600日圓。
- 飯塚市立內野小學
- 內野郵局
- JR內野鄉村俱樂部

## 相鄰車站
九州旅客鐵道（JR九州）
 原田線（筑豐本線）
上穗波（JG02）－筑前內野（JG03）－筑前山家（JG04）

## 外部連結
- 筑前內野（車站資訊） - 九州旅客鐵道（日語）